# NWA World Television Championship
L'NWA World Television Championship è un titolo promosso dalla National Wrestling Alliance. È stato assegnato per la prima volta il 24 gennaio 2020 nel corso del PPV Hard Times, al termine di un torneo che ha visto uscire come vincitore Ricky Starks.
Nonostante i programmi NWA avessero menzionato le storiche versioni del titolo della Georgia e Mid-Atlantic, i diritti dell'originale Television Championship sono di proprietà della WWE, quindi il titolo è considerato un nuovo riconoscimento con una storia a sé stante, sebbene porti il nome di un titolo storico per la NWA. Il design del titolo è quello utilizzato dalla JCP/WCW nel periodo dal 1985 al 1992.

## Storia
Il 14 dicembre 2019, durante il PPV della NWA Into the Fire, è stata annunciata la reintroduzione del NWA World Television Championship, il cui campione inaugurale sarebbe stato incoronato al termine di un torneo, nel successivo PPV Hard Times, il 24 gennaio 2020. Nell'episodio di NWA Power del 17 dicembre è stato annunciato, insieme con i partecipanti, che tutti i match del torneo avrebbero avuto una durata limite di 6 minuti e 5 secondi, in omaggio all'orario di inizio (le 18:05) dello storico programma NWA World Championship Wrestling, in onda dal 1970 al 1992. Nell'episodio del 7 gennaio di NWA Power, Tim Storm aggiunse che sei partecipanti avrebbero iniziato il torneo senza necessità del turno preliminare, nel quale erano presenti ancora due slot liberi per dei partecipanti non ancora annunciati. Nell'episodio del 21 gennaio furono annunciati gli ultimi due partecipanti: si trattava di Matt Cross, proveniente dal circuito indipendente, e Dan Maff, dalla Ring of Honor.
Nell'episodi del 28 gennaio 2020 di NWA Power fu annunciata la regola del Lucky Seven: se il campione fosse riuscito a difendere il titolo per sette incontri consecutivi, avrebbe potuto rinunciarvi per ottenere un incontro per il NWA Worlds Heavyweight Championship. Il 21 marzo 2021, durante l'evento Back for the Attack, la NWA estese la durata limite degli incontri per il titolo a dieci minuti.

## Albo d'oro
| Legenda  |                                                                               |
| -------- | ----------------------------------------------------------------------------- |
| #        | Indica il numero del regno titolato                                           |
| Regno    | Viene indicato il numero del regno del campione                               |
| Data     | La data in cui il titolo è stato vinto                                        |
| Località | Indica il luogo in cui il titolo è stato vinto                                |
| Note     | Indica notizie particolari riguardanti i cambi di titolo o altre informazioni |

| #  | Campione          | Regno | Data                        | Giorni  | Località                 | Evento             | Note | Fonti  |
| -- | ----------------- | ----- | --------------------------- | ------- | ------------------------ | ------------------ | --- | ------ |
| 1  | Ricky Starks      | 1     | 24 gennaio 2020             | 2       | Atlanta, Georgia         | Hard Times         | Starks vinse il torneo per il campione inaugurale, sconfiggendo Trevor Murdoch in finale. | [ 7 ]  |
| 2  | Zicky Dice        | 1     | 26 gennaio 2020             | 268     | Atlanta, Georgia         | NWA Power          | L'incontro è stato mandato in onda il 3 marzo 2020 |        |
| 3  | Da Pope           | 1     | 20 ottobre 2020             | 228-230 | Long Beach, California   | UWN Primetime Live | | [ 8 ]  |
| 4  | Tyrus             | 1     | Tra il 5 e il 7 giugno 2021 | 474-476 | Atlanta, Georgia         | NWA Power          | L'incontro è stato mandato in onda il 6 agosto 2021, ma non è noto quando è stato tenuto, dal momento che le registrazioni si sono tenute tra il 5 e il 7 giugno 2021                              | [ 9 ]  |
| -  | Vacante           | -     | 24 settembre 2022           | -       | Atlanta, Georgia         | NWA USA            | Tyrus rinunciò al titolo per poter ottenere un match per il NWA Worlds Heavyweight Championship, come stabilito dalla Luck Seven Rule                                                              | [ 10 ] |
| 5  | Jordan Clearwater | 1     | 12 novembre 2022            | 92      | New Orleans, Louisiana   | Hard Times 3       | Clearwater sconfisse AJ Cazana per il titolo vacante. Il limite di tempo per questo incontro fu esteso a 15 minuti dopo che una precedente sfida tra i due era terminata in parità                 | [ 11 ] |
| 6  | Thom Latimer      | 1     | 12 febbraio 2023            | 213     | Tampa, Florida           | NWA Power          | L'incontro è stato mandato in onda il 14 febbraio 2023 | [ 12 ] |
| -  | Vacante           | -     | 28 agosto 2023              | -       | Tampa, Florida           | NWA Power          | Latimer rinunciò al titolo per poter ottenere un match per il NWA Worlds Heavyweight Championship, come stabilito dalla Luck Seven Rule. Il segmento è stato mandato in onda il 13 settembre 2023. | [ 13 ] |
| 7  | Mims              | 1     | 29 agosto 2023              | 137     | Nashville, Tennessee     | NWA Power          | Mims sconfisse Zicky Dice per il titolo vacante. L'incontro è stato mandato in onda il 10 ottobre 2023.                                                                                            | [ 14 ] |
| 8  | Max the Impaler   | 1     | 13 gennaio 2024             | 140     | Fort Lauderdale, Florida | Paranoia           | Unificando al suo interno il NWA World Women's Television Championship. L'incontro è stato mandato in onda in una puntata di Power il 13 febbraio 2024.                                            | [ 15 ] |
| 9  | Carson Drake      | 1     | 26 ottobre 2024             | 203     | Tampa, Florida           | Samhain 2          | L'incontro è stato mandato in onda in una puntata di Power il 10 dicembre 2024. | [ 16 ] |
| 10 | Bryan Idol        | 1     | 17 maggio 2025              | 1       | Filadelfia, Pennsylvania | Crockett Cup       | | [ 17 ] |